# Siege
Siege es una banda de hardcore punk formada en 1981 en Weymouth, Massachusetts. 
Inicialmente se trataba de las primeras bandas de hardcore punk de los tiempos finales, tenía un sonido más rápido y pesado que las otras bandas del género, con cambios de acordes, voces agresivas y tambores en los blast beats del estilo, se clasificó pronto como thrashcore lo que sirve de influencia para las bandas de la escena del grindcore, que más tarde se desarrollan en paralelo de metal extremo.
A pesar de ser una banda poco conocida y una corta carrera durante su vida, bandas como Napalm Death han citado al grupo como una de sus influencias e incluso la banda Dropdead cuyo nombre se deriva del título homónimo de la banda lanzó su primer EP.

## Integrantes

### Formación actual
- Mark Fields - voz (2016 - actualmente)
- Kurt Habelt - guitarra (1981 - 1985, 1991 - 1992, 2016 - actualmente)
- Chris Leamy - guitarra (2016 - actualmente)
- Paulie Kraynak - bajo (2016 - actualmente)
- Rob Williams - batería (1981 - 1985, 1991 - 1992, 2016 - actualmente)

### Pasados
- Kevin Mahoney † - voz (1983 - 1985)
- Hank McNamee - bajo (1981 - 1985, 1991 - 1992)
- Seth Putnam † - voz (1991 - 1992)

## Discografía

### EP
- 1984: "Drop Dead"

### Álbumes de estudio
- 1994: "Drop Dead" (Relanzado como álbum de estudio por Relapse Records)

### Recopilaciones
- 1985: Cleanse the Bacteria
- 1993: In Crust We Trust
- 1994: Drop Dead (colaboración de parte con otras bandas)
- 1996: Network of Friends
- 2004: Choosing Death: The Original Soundtrack
- 2004: 13 Bands Who Think You're Gay
- 2007: Grind Your Mind - A History of Grindcore

### Álbumes que no fueron oficiales o publicados
- 1984: Live in Hartford, CT 1984
- 1989: Drop Dead (también fue una colaboración y el EP)
- 1992: Siege / Deep Wound
- 1993: Nation of Pain Live: Boston 1-26-85
- 2014: Lost Session '91